# Jan Starý (hockey sur glace)
Ne pas confondre avec Jan Starý (football), footballeur bohémien.
Jan Starý (né le 7 février 1986 à Pardubice en Tchécoslovaquie) est un joueur professionnel tchèque de hockey sur glace.

## Biographie
Depuis 2004 il joue en Extraliga, il est un joueur régulier dans cette ligue. Il est membre du HC Pardubice depuis 2004.

## Statistiques
| Saison    | Équipe                 | Ligue     |    | Saison régulière | Saison régulière | Saison régulière | Saison régulière | Saison régulière |    | Séries éliminatoires | Séries éliminatoires | Séries éliminatoires | Séries éliminatoires | Séries éliminatoires |
| Saison    | Équipe                 | Ligue     | PJ | B                | A                | Pts              | Pun              | PJ               | B  | A                    | Pts                  | Pun                  |                      |                      |
| 2004-2005 | HC Pardubice           | Extraliga | 4  | 0                | 1                | 1                | 0                | --               | -- | --                   | --                   | --                   |                      |                      |
| 2005-2006 | HC Pardubice           | Extraliga | 9  | 0                | 1                | 1                | 0                | --               | -- | --                   | --                   | --                   |                      |                      |
| 2005-2006 | HC Hradec Králové      | 1.liga    | 24 | 2                | 1                | 3                | 10               | --               | -- | --                   | --                   | --                   |                      |                      |
| 2006-2007 | HC Pardubice           | Extraliga | 30 | 1                | 1                | 2                | 2                | --               | -- | --                   | --                   | --                   |                      |                      |
| 2006-2007 | HC Hradec Králové      | 1.liga    | 18 | 5                | 7                | 12               | 10               | --               | -- | --                   | --                   | --                   |                      |                      |
| 2007-2008 | HC Pardubice           | Extraliga | 39 | 8                | 2                | 10               | 24               | --               | -- | --                   | --                   | --                   |                      |                      |
| 2007-2008 | HC Hradec Králové      | 1.liga    | 9  | 2                | 2                | 4                | 4                | --               | -- | --                   | --                   | --                   |                      |                      |
| 2008-2009 | HC Pardubice           | Extraliga | 47 | 25               | 11               | 36               | 24               | --               | -- | --                   | --                   | --                   |                      |                      |
| 2009-2010 | HC Pardubice           | Extraliga | 46 | 15               | 12               | 27               | 10               | 8                | 5  | 2                    | 7                    | 4                    |                      |                      |
| 2010-2011 | HC Pardubice           | Extraliga | 47 | 12               | 10               | 22               | 34               | 9                | 5  | 4                    | 9                    | 8                    |                      |                      |
| 2011-2012 | HC Pardubice           | Extraliga | 50 | 19               | 19               | 38               | 76               | 19               | 7  | 6                    | 13                   | 6                    |                      |                      |
| 2012-2013 | HC Pardubice           | Extraliga | 38 | 5                | 6                | 11               | 30               | 5                | 0  | 0                    | 0                    | 0                    |                      |                      |
| 2013-2014 | HC Pardubice           | Extraliga | 18 | 1                | 5                | 6                | 2                | -                | -  | -                    | -                    | -                    |                      |                      |
| 2014-2015 | HC Pardubice           | Extraliga | 41 | 9                | 6                | 15               | 22               | 9                | 3  | 1                    | 4                    | 4                    |                      |                      |
| 2015-2016 | HC Pardubice           | Extraliga | 16 | 3                | 0                | 3                | 6                | -                | -  | -                    | -                    | -                    |                      |                      |
| 2016-2017 | HC Pardubice           | Extraliga | 21 | 0                | 2                | 2                | 4                | 5                | 0  | 0                    | 0                    | 0                    |                      |                      |
| 2016-2017 | SC Kolín               | 2. liga   | 2  | 0                | 0                | 0                | 0                | -                | -  | -                    | -                    | -                    |                      |                      |
| 2017-2018 | HC Pardubice           | Extraliga | 14 | 1                | 3                | 4                | 0                | -                | -  | -                    | -                    | -                    |                      |                      |
| 2017-2018 | LHK Jestřábi Prostějov | 1.Liga    | 26 | 14               | 9                | 23               | 4                | 6                | 2  | 0                    | 2                    | 2                    |                      |                      |
| 2018-2019 | LHK Jestřábi Prostějov | 1.Liga    | 53 | 11               | 19               | 30               | 18               | 7                | 2  | 3                    | 5                    | 2                    |                      |                      |
| 2019-2020 | HC BAK Trutnov         | 2.Liga    | 24 | 10               | 13               | 23               | 14               | 3                | 3  | 1                    | 4                    | 2                    |                      |                      |
| 2019-2020 | AZ Havířov             | 1.Liga    | 18 | 2                | 2                | 4                | 4                | -                | -  | -                    | -                    | -                    |                      |                      |
| 2020-2021 | HC BAK Trutnov         | 2.Liga    | 3  | 0                | 1                | 1                | 2                | -                | -  | -                    | -                    | -                    |                      |                      |